# معبد مار
معبد مار یک معبد چینی است که در بایان لپاس، ناحیه جنوب غربی جزیره پنانگ، در ایالت پنانگ کشور مالزی واقع شده است. این معبد در سال ۱۸۰۵، برای یادبود راهب ربانی بودایی، چور سو کونگ ساخته شد. مریدانش از راه‌های دور مانند سنگاپور، تایوان و چین به سوی معبد رهسپار می‌شوند تا در روز تولد راهب به نیایش و دعا بپردازند.

## پیشینه
این معبد در سال ۱۸۰۵، به احترام راهب بودایی چور سو کونگ که در دوران دودمان سونگ می‌زیست، به خاطر معجزات فراوان و اعمال نیکش به خصوص در شفای بیماران و محافظت از مارها، ساخته شد. هنگامی که معبد در دههٔ ۱۸۰۰ تکمیل گردید، مارهای سمی از گونه‌های افعی چاله‌دار واگلر، بنا بر روایات، با تمایل خودشان وارد معبد شدند.

## ویژگی‌ها

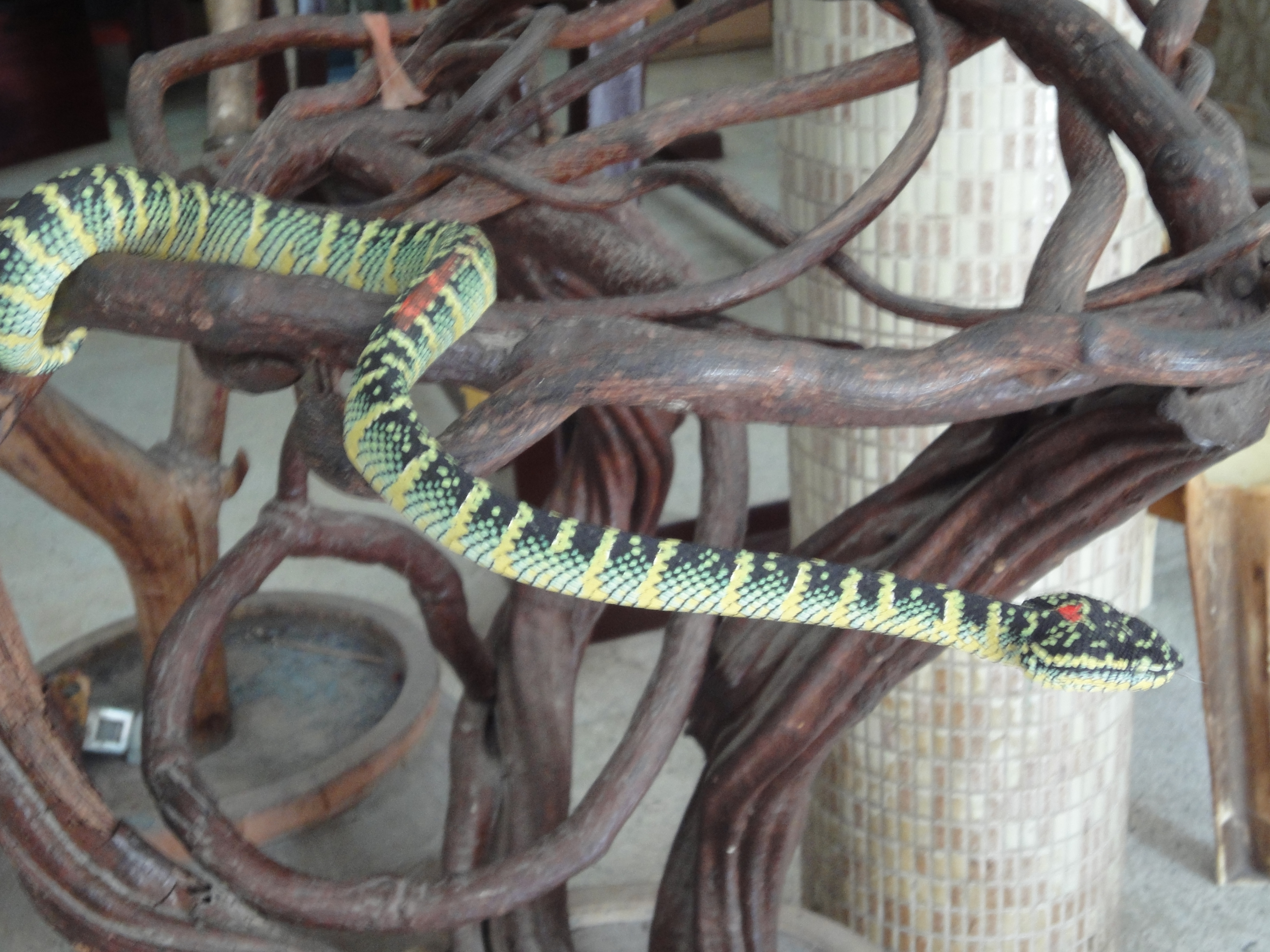
یکی از مارهای درون معبد

معبد سرشار از دود حاصل از سوختن عود و تعداد زیادی افعی چاله‌دار می‌باشد. اعتقاد بر این بود که که به برکت دود درون معبد، خطری از سوی افعی‌ها متوجه کسی نمی‌شود، اما برای اطمینان بیشتر زهر مارها از دهان آنها خارج شده است ولی هنوز دندان‌های نیش آنها سالم می‌باشد. هم چنین گونه‌های دیگری از مار در معبد وجود دارد. به بازدید کنندگان هشدار داده می‌شود تا از برداشتن خزندگان، برای قراردادن آنها روی بدن خود و عکس گرفتن، خودداری کنند.